# زلزال وادي الأردن المتصدع 1033
حدث زلزال وادي الأردن المتصدع في 5 ديسمبر 1033، قد ضرب زلزال صدع وادي الأردن على طول ساحل البحر الأبيض المتوسط، مما تسبب في أضرار ووفيات. ولقي ما لا يقل عن 70 ألف شخص حتفهم في الكارثة. وكان واحداً من سلسلة من أربعة زلازل قوية في المنطقة بين عامي 1033م-1035م. قدّر العلماء حجم العزم (قوة الزلزال) بأنه أكبر من 7.0. وقاموا بتقييم مقياس ميركالي المعدل إلى X (متطرف). وقد نتج عنه تسونامي في بلاد الشام، وأحدث دمارًا شديدًا في المنطقة

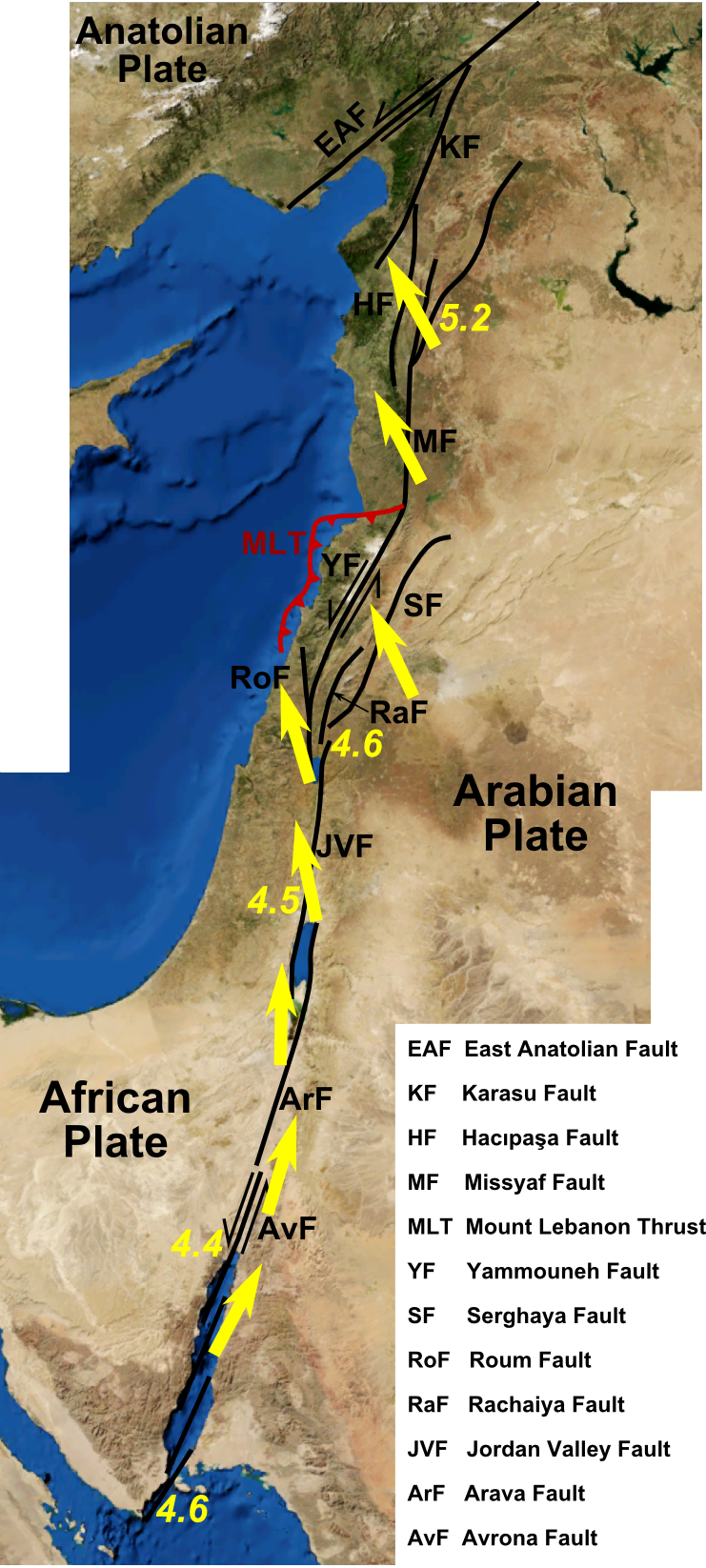
كان صدع وادي الأردن (المختصر JVF) مصدر الزلازل الكبيرة التي حدثت في 31 ق.م.، 346 م، 749 م، و1033 م.

## الصفائح التكتونية
في آخر 2000 عام من تاريخ البشرية، ارتبطت الزلازل الموثقة بنظام صدوع البحر الميت التحويلي، الذي يبلغ طوله 1100 كيلومتر، وَهو سلسلة من الصدوع التي تلتقي عند طرقٍ ثلاثية هي (تقاطع خسف الأناضول الشرقي في جنوب شرق تركيا) إلى الطرف الشمالي من خسف البحر الأحمر (خارج الطرف الجنوبي من شبه جزيرة سيناء). منذ أوائل العصر الميوسيني، مثّل نظام الصدع ما بين 110 كم و70 إلى 80 كم من الإزاحة الجانبية اليسرى بين اللوحات الأفريقية والعربية. في حين أن الانزلاق الجانبي الأيسر هو السائد، فإن الصدع يعرض أيضًا خصائص الصدع العادية وخصائص انزلاق الصدع. ويظهر الصدع معدلات انزلاق متغيرة في قطاعاته تتراوح من 2 إلى 10 ملم في السنة. يعد صدع وادي الأردن جزءًا من نظام الصدع الأكبر الذي يُعرف عمومًا باسم: تحويل البحر الميت. يبلغ طول هذا الجزء 110 كم ويتجه من الشمال إلى الجنوب. يبدأ عند البحر الميت وينتهي عند بحر الجليل

## الزلزال
يُعتقد أن الزلزال قد مزق جزء صدع وادي الأردن بأكمله، بناءً على تقارير عن أضرار جسيمة أُبلغ عنها من البحر الميت إلى بحيرة طبريا. أظهر السجل التاريخي أيضًا أن نمط الضرر كان مشابهًا لزلزال آخر هو زلزال عام 749. حدث زلزالا 749 م و1033 م في صدوع وادي الأردن بقوة تجاوزت 7.0. ويُعتقد أن الزلازل السابقة في 31 قبل الميلاد و363 بعد الميلاد كانت ناجمة عن تمزق نفس الجزء. دراسات علم الزلازل القديمة بالقرب من أريحا والبحر كشفت عن أدلة على تصدّع السطح. من الواضح وجود علامات على الرواسب المضطربة التي يُعتقد أنها ناجمة عن الزلزال في الطبقات الرسوبية أيضًا.
أجري عدد قليل من الأبحاث لتقدير قوة الزلزال، وهناك تناقض كبير في نطاق الأقدار. قدرت دراسة أجراها ميغوفسكي وآخرون عام 2004 قوة الزلزال بـ 7.1، مستندين في هذا الرقم إلى دراسات الطبقات الرسوبية المضطربة. وضعت الأوراق القديمة أيضًا حجمًا منخفضًا يصل إلى 6.0-6.7. title=تاريخ أضرار الزلازل في إسرائيل والمناطق المحيطة بها - تقييم الأنماط المكانية والزمانية
ومع ذلك، يتفق معظم العلماء على نطاق حجم يتراوح بين 6.7 و7.1. أيضًا فحص كتالوجات حجم الزلازل التي أعدها الباحثون مع التشكيك في موثوقيتها ومصداقيتها. قدّر المعهد الوطني للجيوفيزياء وعلم البراكين في إيطاليا طاقة الزلزال بـ 7.3، وأعاد كتالوج حديث (2020) تقييم الزلزال إلى درجة لحظية بلغت 7.3.

## الدمار
دمر الزلزال ثلث مدينة الرملة. ودمر نصف مدينة نابلس وأسفر عن مقتل 300 ساكن. كما دمر المناظر الطبيعية المحيطة بالمدينة.
عكا تعرضت لأضرار جسيمة وعدد كبير من القتلى. كما تعرضت مدن نابلس وبانياس وأريحا إلى الدمار الأكبر. دفنت قرية البدان، وقتل جميع سكانها ومواشيهم. كما دمرت الانهيارات الأرضية قرى أخرى وقتلت معظم سكانها. دمرت بانياس جزئياً.
في سوريا، "ابتلعت" الأرض قرى بأكملها، مما تسبب في وقوع وفيات. في غزة، انهار مسجد والمآذن المحيطة به. تعرضت منارة في المدينة لأضرار جسيمة. كما وردت أنباء عن أضرار جسيمة في عسقلان. أبلغ عن الأضرار في أماكن بعيدة مثل مصر. أفاد ساحل السناوي وآخرون أن عدد القتلى بلغ 70 ألفًا.
انهارت أجزاء من أسوار القدس وتضررت العديد من الكنائس. انهار جانب من المسجد الأقصى ومن محراب داود الواقع بالقرب من باب الخليل.
تدمر كامل القسم الجنوبي من أسوار المدينة الذي يحيط بـ جبل صهيون فوق وادي قدرون، والتي بنتها إيليا يودوكيا (زوجة الإمبراطورية البيزنطية في القرن الخامس للإمبراطور الروماني البيزنطي ثيودوسيوس الثاني)، هجرها الخليفة الظاهر لإعزاز دين الله الذي أنشأ مشاريع ترميم كبرى استمرت من 1034م إلى 1038م. يُعتقد أنها أكبر مشروع ترميم في تاريخ المدينة. وقد دعم قبة الصخرة بعوارض خشبية لتقوية البناء، كما أضيفت عوارض خشبية وفسيفساء إلى المسجد الأقصى. رمم اسطبلات سليمان والمسجد الأقصى من بين المباني.
دمر قصر هشام. كان يُعتقد سابقًا أن القصر قد دمر خلال زلزال 749م، لكن الشدة المنخفضة نسبيًا (7.0) تشير إلى أنه لم يكن الزلزال المسؤول. لاحظت الدراسات الأكاديمية وجود كسور في أرضية الخراب. كانت هناك أدلة على فشل الأعمدة والجدران. عثر على الصدوع الجيولوجية أيضًا في منطقة التنقيب، حيث أظهرت الآثار ما يصل إلى 10 سـم (3.9 بوصة) من الصدع الجانبي الأيسر. من المحتمل أن البقايا البشرية التي اكتشفوها تحت أنقاض القوس المنهار كانت ناجمة عن الزلزال. عينت شدة ميركالي المعدلة في القصر من التاسع إلى العاشر. من الممكن أن يكون موقع القصر مهجورًا بعد الزلزال، واحتل في وقت لاحق.

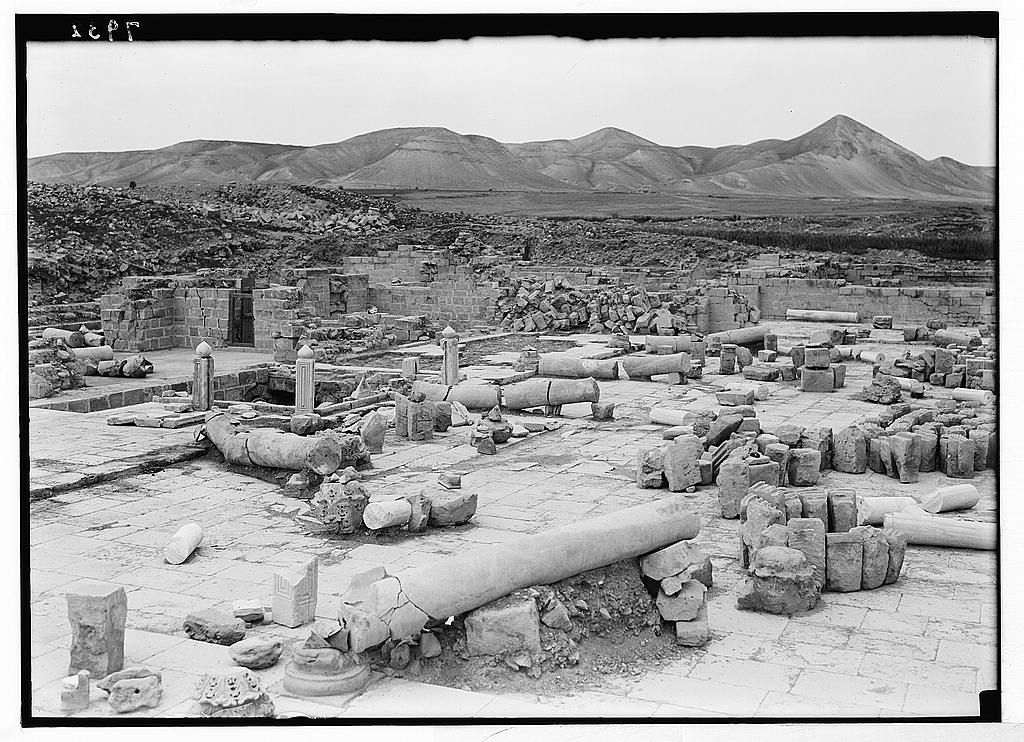
كسور القص وفشل الأعمدة في قصر هشام تم تصويرها في الثلاثينيات.

ضرب تسونامي مدينة عكا، إسرائيل. وأفيد أن ميناء المدينة أصبح جافًا لمدة ساعة ووصلت موجة كبيرة. كما إبلغ عن أمواج على طول ساحل لبنان. أفاد عالم الزلازل اليوناني نيكولاس أمبراسيس أن التسونامي لم يسبب أي أضرار أو ضحايا، ولكن يعتقد أن هذا هو الخلط بينه وبين زلزال 1068. إبلغ عن الدمار في عكا بسبب التسونامي. الأشخاص الذين بحثوا في قاع البحر المكشوف غرقوا عندما وصلت الأمواج. تسببت الصدمات الإضافية في أبريل أو مايو 1035م في مزيد من الأضرار وقد تترافق مع موجات تسونامي.

## التهديد المستقبلي
كان حدث 1033م هو آخر زلزال كبير وقع على صدع وادي الأردن. نظرًا لأن معدل الانزلاق المقدر هو 4.9 ± 0.2 مـم (0.1929 ± 0.0079 بوصة) سنويًا، فقد جمع حوالي 5 م (16 قدم) من الانزلاق المحتمل. يمكن إنتاج ما يقدر بـ 3.5–5 م (11–16 قدم) من الانزلاق أثناء زلزال مستقبلي على طول منطقة الصدع 110 كـم (68 ميل) × 20 كـم (12 ميل). قد يشير مثل هذا الحدث إلى حدوث زلزال بقوة 7.4، مما يشكل تهديدًا زلزاليًا كبيرًا على المنطقة.
وفي أواخر عام 2020، قال باحثون في جامعة تل أبيب إنه من المتوقع حدوث زلزال بقوة 6.5 درجة في المنطقة، مما يؤدي إلى سقوط العديد من القتلى. بحثوذكر الباحثون أيضًا أن تكرار الزلازل الكبيرة في المنطقة استهين به كثيرًا. اقترحت دراسات سابقة فترة تكرار تبلغ 10000 سنة للزلازل التي بلغت قوتها 7.5 درجة، لكن الباحثين قالوا إن الرقم يتراوح بين 1300 إلى 1400 سنة. يوسف شابيرا، مراقب الدولة في إسرائيل آنذاك، قال إن زلزالًا كبيرًا في إسرائيل يمكن أن يقتل ما يصل إلى 7000 شخص إذا لم ينفذ توصيات السلامة. وجدت تقارير الأعوام 2001، 2004 و2011 أن الحكومة الإسرائيلية لم تمول أي أعمال تحديث للمباني القديمة. على الرغم من أن الحكومة قالت في عام 2008 إنها ستعمل على تحديث المستشفيات والمدارس، إلا أنه لم يتم إجراء أي تغييرات كبيرة.